# Karyamukti (Banjaranyar)
Karyamukti is een bestuurslaag in het regentschap Ciamis van de provincie West-Java, Indonesië. Karyamukti telt 3603 inwoners (volkstelling 2010).